# Canon EOS 300D
Aucun 350D
Le Canon EOS 300D DIGITAL (Digital Rebel) est un appareil photographique reflex numérique au format APS-C de 6,3 mégapixels.
Lancé par Canon le 20 août 2003, on le connaît aussi sous le nom de Canon EOS DIGITAL REBEL en Amérique du Nord et Canon EOS Kiss Digital au Japon.
L'EOS 300D DIGITAL est le premier réflex numérique « grand public ». Son prix de lancement (autour de 1 300 € et moins de 1 000 USD aux États-Unis) permet à de nombreux photographes amateurs de tenter l'aventure du reflex numérique. C'est l'un des précurseurs dans son domaine.

## Spécifications techniques

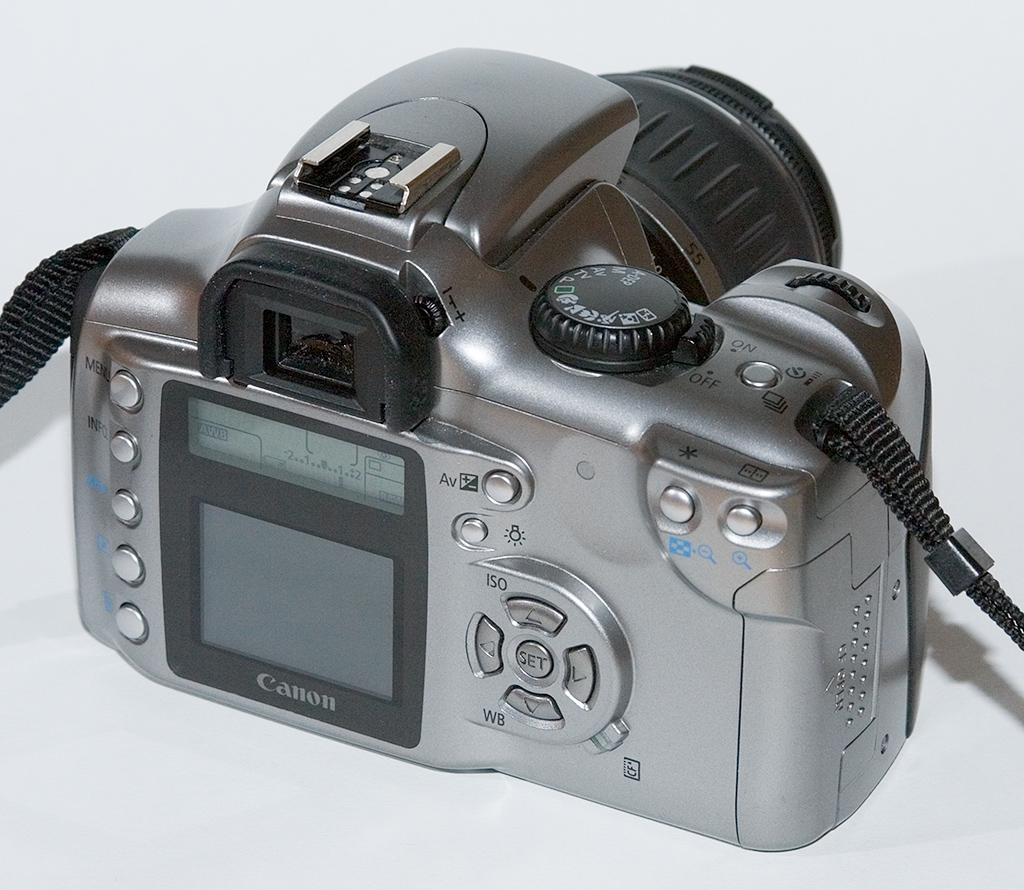
Vue arrière du Canon EOS 300D

Le 300D reprend une grande partie des caractéristiques techniques de l'EOS 10D, dans un boîtier à la finition moins luxueuse et équipé d'un viseur plus simple (pentamiroir à la place du pentaprisme).
Dans le but de proposer une série d'optiques adaptées à la taille du capteur APS-C, le 300D inaugure la monture EF-S. Le principe de cette variante de la monture EF est d'autoriser un tirage moins important, rendu possible par la place libérée dans la chambre par le petit viseur éclair. Les objectifs EF-S se distinguent des autres objectifs EF par un détrompeur à l'arrière de la monture qui interdit leur montage sur les boîtiers incompatibles. Tous les reflex numériques Canon à capteur APS-C sortis après le 300D seront compatibles avec les objectifs EF-S.
Le premier objectif de cette gamme EF-S fut le transtandard 18-55 EF-S, très peu coûteux et qui permettait de proposer un kit à prix plancher. 
Certainement dans le but d'éviter un report trop important des ventes du 10D au profit du 300D, Canon a également introduit un certain nombre de limitations logicielles dans le firmware du 300D. Ainsi, le choix du mode de l'autofocus n'est pas possible en dehors des modes résultats (l'AF est toujours en mode AI-Focus avec les modes experts). De même, il n'est pas possible de personnaliser à sa guise le mode de mesure de la lumière.
À l'arrière du boîtier de l'appareil, on trouve deux écrans à cristaux liquides. Le premier affiche les paramètres d'imagerie. le second est un petit écran de 1,8 pouce (minuscule en comparaison des standards actuels) qui permet de contrôler l'image prise et de visualiser les images de la carte mémoire. Il faut savoir que cet appareil ne possède pas d'option de prévisualisation, la prise d'image se faisant exclusivement au viseur. Enfin, le boîtier possède un capteur de mouvement qui détecte la position de l'appareil lors de la prise de vue et restitue l'image dans le bon sens lors de la visualisation. Cependant, le procédé permettant de voir l'image en plein écran en tournant l'appareil n'existait pas encore et les images en pied rendent donc, sur un écran déjà petit, assez mal, malgré l'option loupe permettant de les agrandir.

## Historique

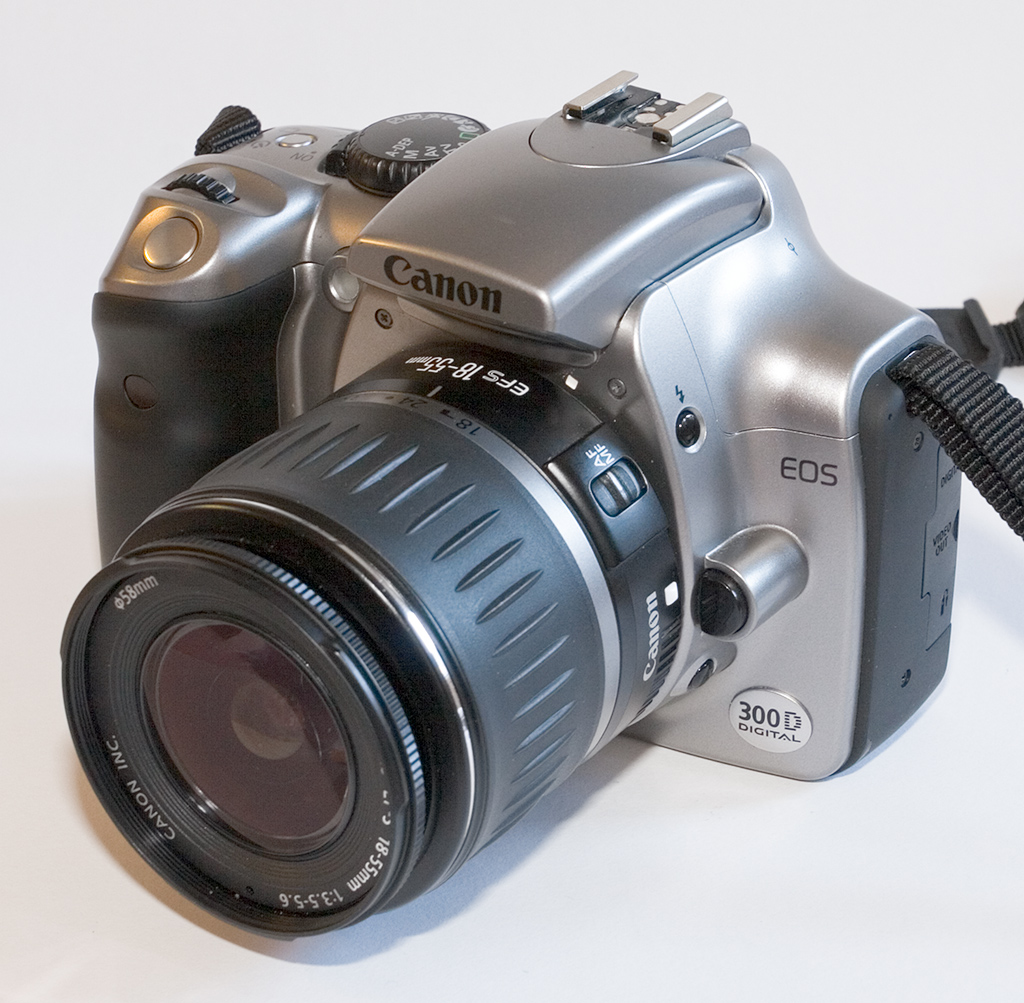
L'EOS 300D version acier.

En commercialisant le 300D (Rebel Digital), Canon a, d'une certaine façon, révolutionné le marché des reflex numériques et entraîné une baisse des prix quasi généralisée.
À cette époque, le prix des reflex numériques est rédhibitoire pour le grand public (au-delà des 2 000 € en général). Le 300D, commercialisé aux alentours de 1 200 €, est donc moitié moins cher que ses concurrents contemporains (y compris le 10D de Canon) pour un rendu de qualité quasiment équivalent.
À sa sortie en Europe et aux États-Unis, le 300D (Rebel Digital) est disponible uniquement en version «acier». En réalité, il s'agit d'un boitier en polycarbonate de couleur acier. La version noire n'est alors disponible qu'au Japon et il faut attendre un peu pour que cette version arrive en Europe. En France, le 300D n'est pas disponible «boîtier nu» à sa sortie mais uniquement en «kit» prêt à l'emploi avec un objectif 18-55 mm ; comme il s'agissait du premier objectif à la norme EF-S, celui-ci n'était alors compatible avec aucun autre boîtier.
Le 300D (Rebel Digital) a par ailleurs été victime de son succès. Encensé par la critique, il a pendant un certain temps été en rupture de stock. Le succès phénoménal de cet appareil a permis à Canon de s'imposer sur le marché des reflex numériques.
Si la qualité des images produites par l'EOS 300D (Rebel Digital) est rarement remise en cause, un certain nombre de critiques reviennent cependant régulièrement. Si le délai de latence est nul et le délai entre deux photos, très satisfaisant, le 300D est relativement long au démarrage (environ trois secondes). Ce délai est notamment pénible quand l'appareil se met en veille automatique et que le molette reste en position allumée car cela nécessite de repasser en position éteinte et de redémarrer l'appareil. 
D'un point de vue technique, la principale limite de l'appareil concerne la sensibilité (1600 ISO sur le 300D contre 3200 sur le 10D). Cette différence n'est pas liée à l'appareil lui-même mais au bridage du firmware. Une version non officielle du firmware est disponible sur Internet et permet de pousser à 3200 et de profiter de certaines fonctionnalités qui ont été bridées par Canon mais avec les risques que suppose le fait de l'installer.
Selon le SAV Canon France, il n'y a plus de pièces détachées produites pour le Canon 300D depuis novembre 2011 et il n'est donc plus réparé en SAV.